# Стіна Пам'яті (Байкова гора)
Стіна Пам'яті — об'ємний горельєф, частина меморіального ритуального комплексу на Байковому цвинтарі у Києві, пам'ятка радянського модернізму.
За визначенням дослідників, Стіна Пам'яті — наймасштабніший твір українського монументального мистецтва. Складна просторова архітектурно-скульптурна композиція присвячена вічній темі життя і смерті, сповнена глибокого драматизму, насичена багатозначними метафорами, символами.

## Історія

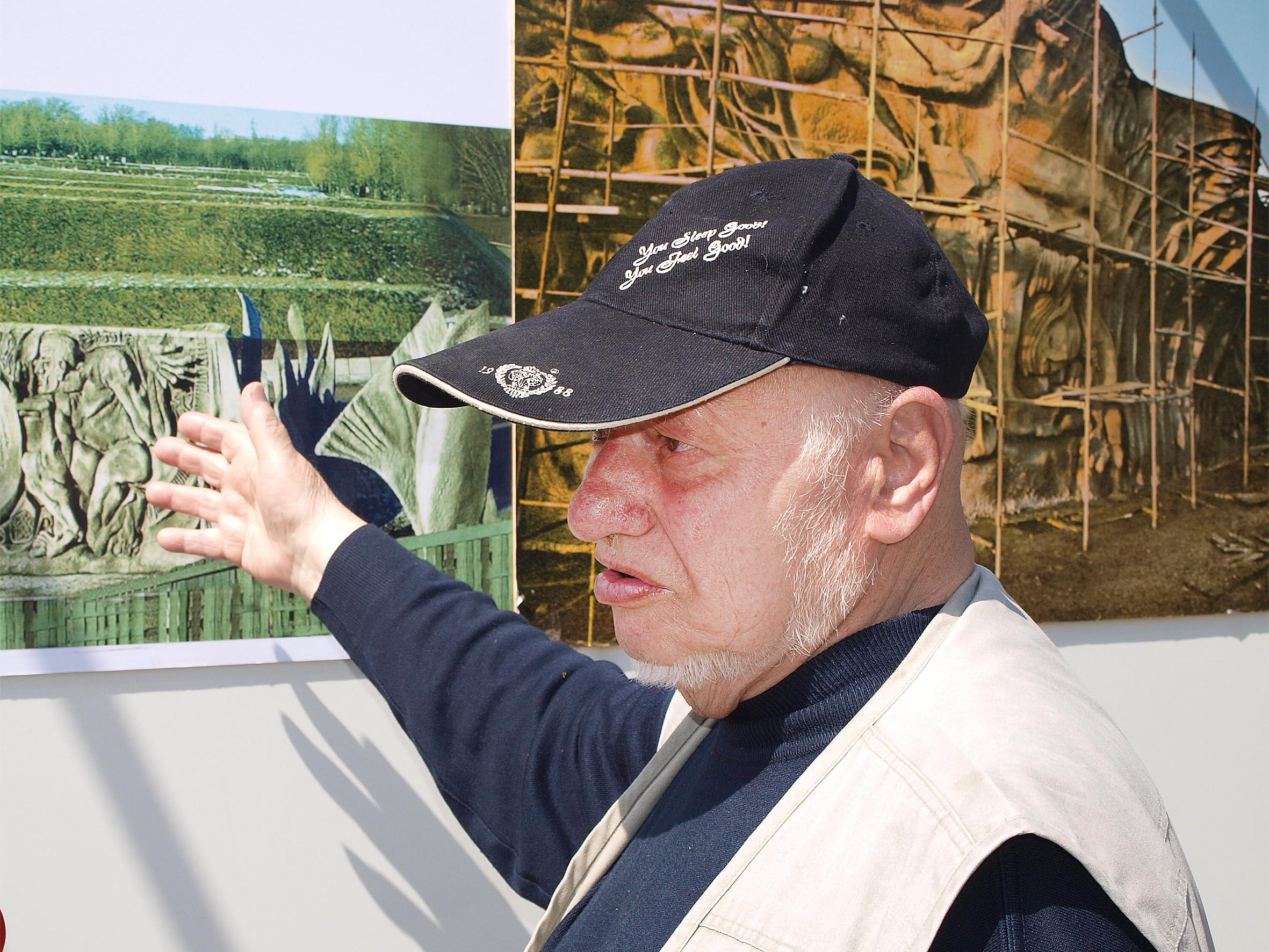
Володимир Мельниченко, один з авторів Стіни Пам'яті

Спочатку Володимир Мельниченко не хотів братися за проект. Працювати над ним також відмовилися всі архітектурні майстерні Києва. В архітекторів які пережили війну така споруда породжувала асоціацію з нацистськими злочинами, тому ніхто не хотів залиши своє ім'я як автор цього проекту. 
У 1967 від архітектора Авраама Мілецького надійшла пропозиція Мельниченку працювати разом. 
Художники-монументалісти Ада Рибачук і Володимир Мельниченко перш ніж розпочати роботу, вивчали сакральну есхатологію, поховальні обряди й символіку. Над самою композицією митці працювали протягом 13 років з 1968 до 1981 років.
Кремаційний корпус відкрили 1974-го, а напівкруглі зали прощання  - 1975-го. 
У грудні 1981 року монумент практично закінчили. Залишалося тільки пофарбувати фігури технікою енкаустики.
Павло Загребельний, який побачив монумент, написав:
| «Предки наші вийшли з могил, фрески зійшли зі стін Київських Соборів і набули об’ємності, тілесності, історія поєдналася з нашим життям сущим – стала великим мистецтвом і вічною красою». |

### Знищення композиції

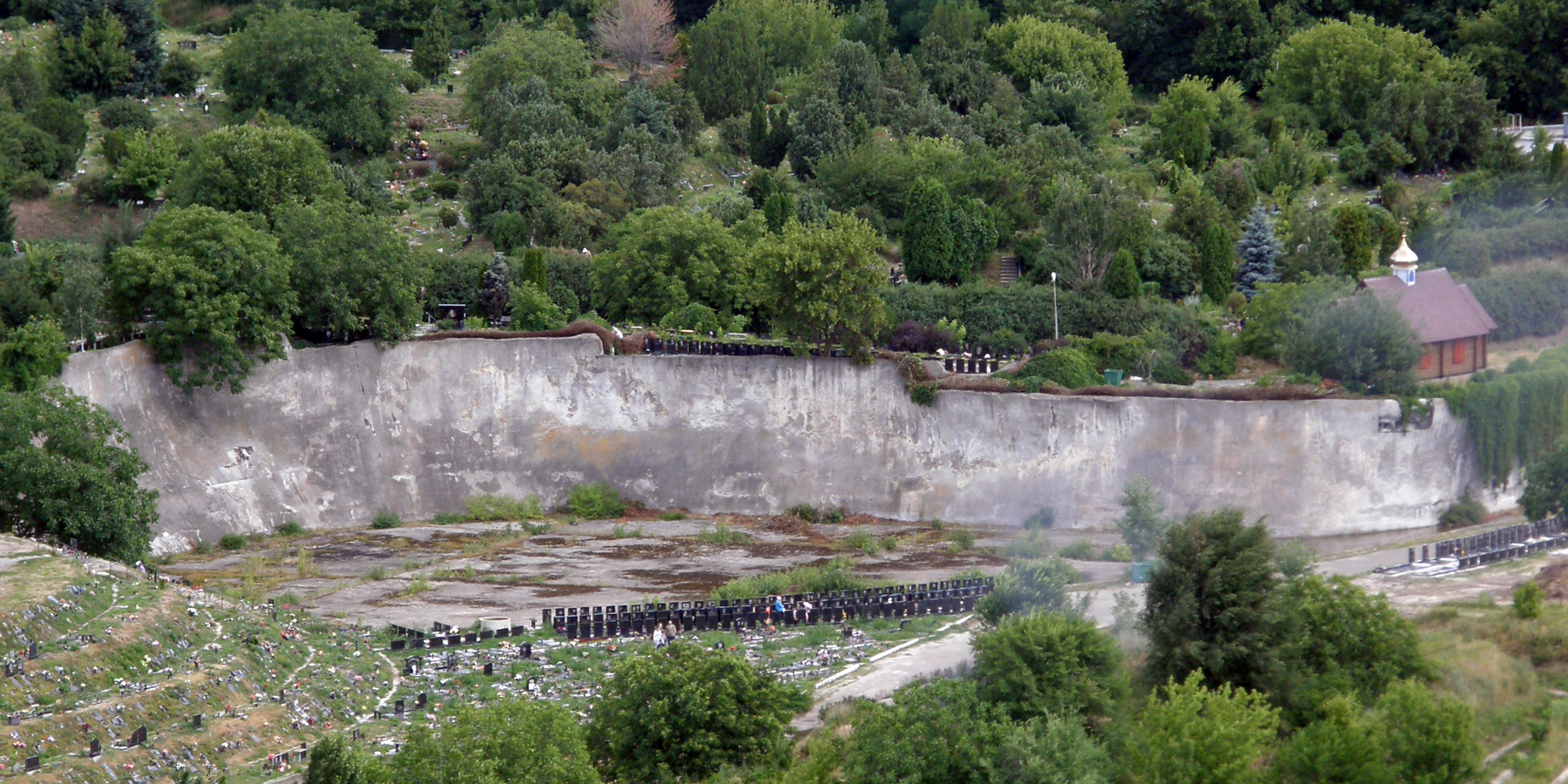
сучасний вигляд

У січні 1982 року за наказом Міністерства культури УРСР припинили роботи. Художня комісія з образотворчого мистецтва й експертна рада з монументальної скульптури оголосили Стіну «чужою принципам соціалістичного реалізму». За однією версією, негативну роль тут зіграв Авраам Мілецький. Архітектор після чергової сварки з художниками особисто добився ухвалення відповідного рішення про знищення пам'ятки. За іншою, тогочасний партійний керівник України Володимир Щербицький ніби обурився неслов'янськими профілями зображених фігур.
У березні монумент почали заливати бетоном. Упродовж трьох місяців на майже готову композицію вилили 300 самоскидів цементного розчину.

### Відновлення

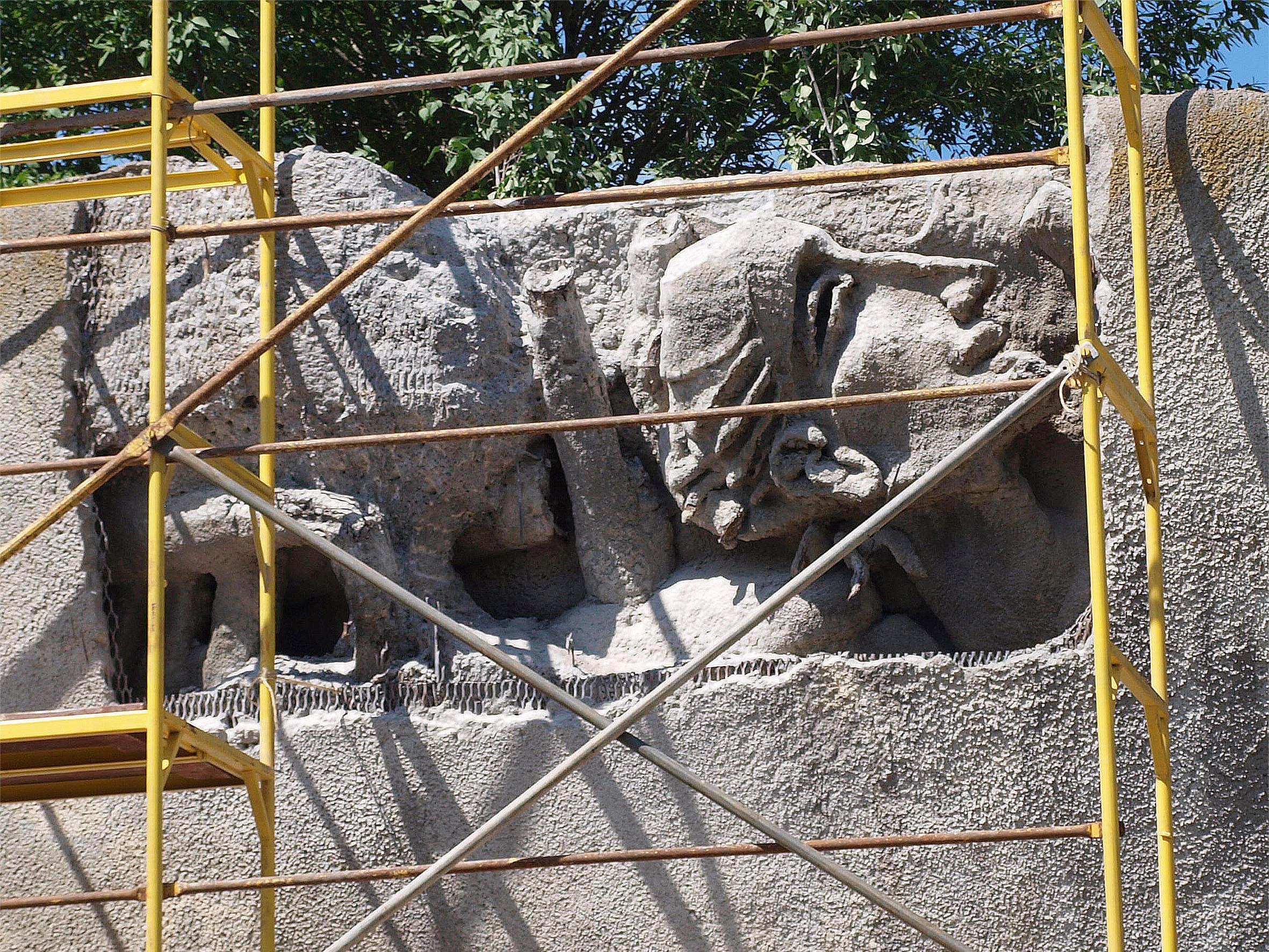
Перша спроба відновити Стіну Пам'яті, 18.05.2018

Крематорій. Відновлення Стіни Пам'яті (праворуч), 11.08.2021

У добу незалежності України громадськість почала вимагати відновити й очистити Стіну від бетону. 1992 року Міністерство культури України, Державний комітет України з будівництва та архітектури а також Рада Спілки архітекторів засудили акт вандалізму, скасували всі рішення про ліквідацію пам'ятки й рекомендували відновити горельєфи.
18 травня 2018 року відкрили фрагмент монументального комплексу. На церемонію відновлення прибув один з авторів Стіни — Володимир Мельниченко. За його словами, відкрили частину, «на якій зображена жінка у двох образах: одна сурмить у сурму та закликає захищати рідний дім, рідну землю, а поруч — та сама жінка, яка черпає долонями воду життя. Відкритий фрагмент буде символом незалежної України, а забетонована частина залишиться нагадуванням про спадщину тоталітарного режиму».
У серпні 2021 року роботи з відновлення Стіни було продовжено — відбулося відкриття композиції «Берегиня».

## Опис
Стіна Пам'яті розташована в парку Пам'яті, поруч із пам'яткою неомодернізму — київським крематорієм у формі розкритих пелюсток або порталів, побудованих за проєктом архітектора Авраама Мілецького у співавторстві з художниками-монументалістами Адою Рибачук і Володимиром Мельниченко.
Горельєф мав завдовжки 213 метрів і заввишки від 4,5 до 16 метрів. Загальна площа становить понад 2 000 квадратних метрів. Монументальна композиція присвячена темі смерті і скорботи. Стіна має форму стрічки, на якій відтворюються сцени з міфології і світової історії — від міфу про Прометея до подій Другої світової війни і післявоєнної доби.
Як зазначають дослідники, «проєкт стіни передбачає рух по периметру смерті», під час якого змінюються архетипічні образи. На початку Жінка-берегиня, зображена у вигляді променів, які освячують страждання. Під час ходи учасник похоронної процесії має подолати стадії проживання втрати. Експресивні пластичні й візуальні образи допомагають трансформувати особисте горе в безособове. Есхатологічні світові теми — Ікар, Прометей, Весна, Райдуга, Квітучий сад, Любов, Творчість, Материнство, Знання, Людина і Звір, Подвиг — ніби «розмагнічували» відчуття власної втрати учасника поховання, розчиняли особистий біль у символічних агрегаторах колективного горя. До кінця шляху мав залишитися лише очищений колективний досвід смерті. Індивідуальне страждання поступово витіснялося загальнолюдськими переживаннями. Стіна ніби обпікала вогнем, щоб людина змогла дійти до кінця крізь символічні печі Бабиного Яру, Майданека та Аушвіца з висохлими сльозами, одухотвореними й внутрішньо міцними. Нарешті, у фіналі зустрічає постать людини з розпростертими руками, що обрисами нагадує хрест або крила. Це — перемога Життя, всупереч, а можливо, і завдяки Смерті.

## Фільм «Стіна»
1988 року на тему комплексу на Байковому кладовищі І. Гольдштейном відзнято фільм «Стіна»